# Isenburg (Hattingen)

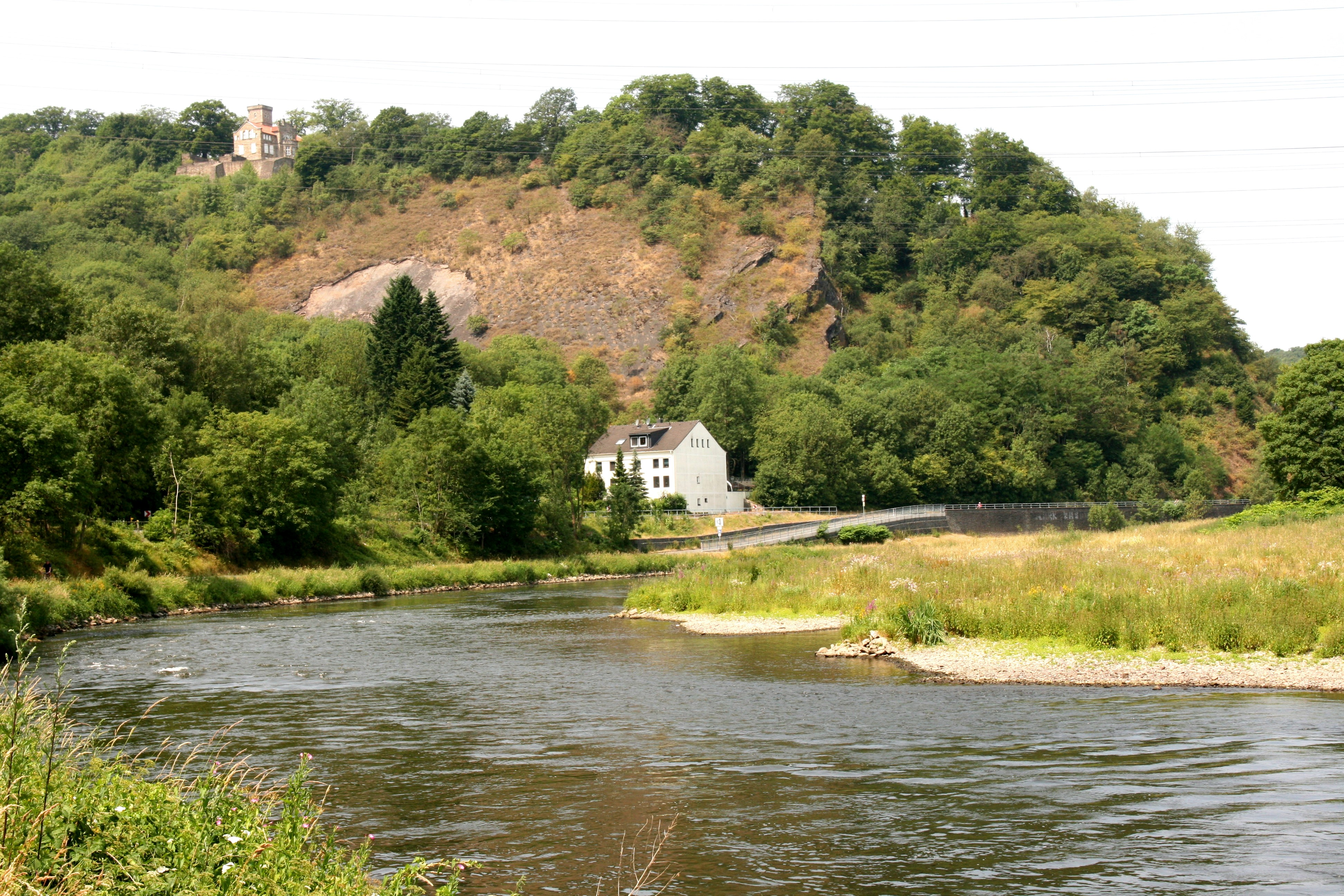
Vista sull'Isenberg con la rovina del castello Isenburg e la casa progettata da Max Joseph Custodis

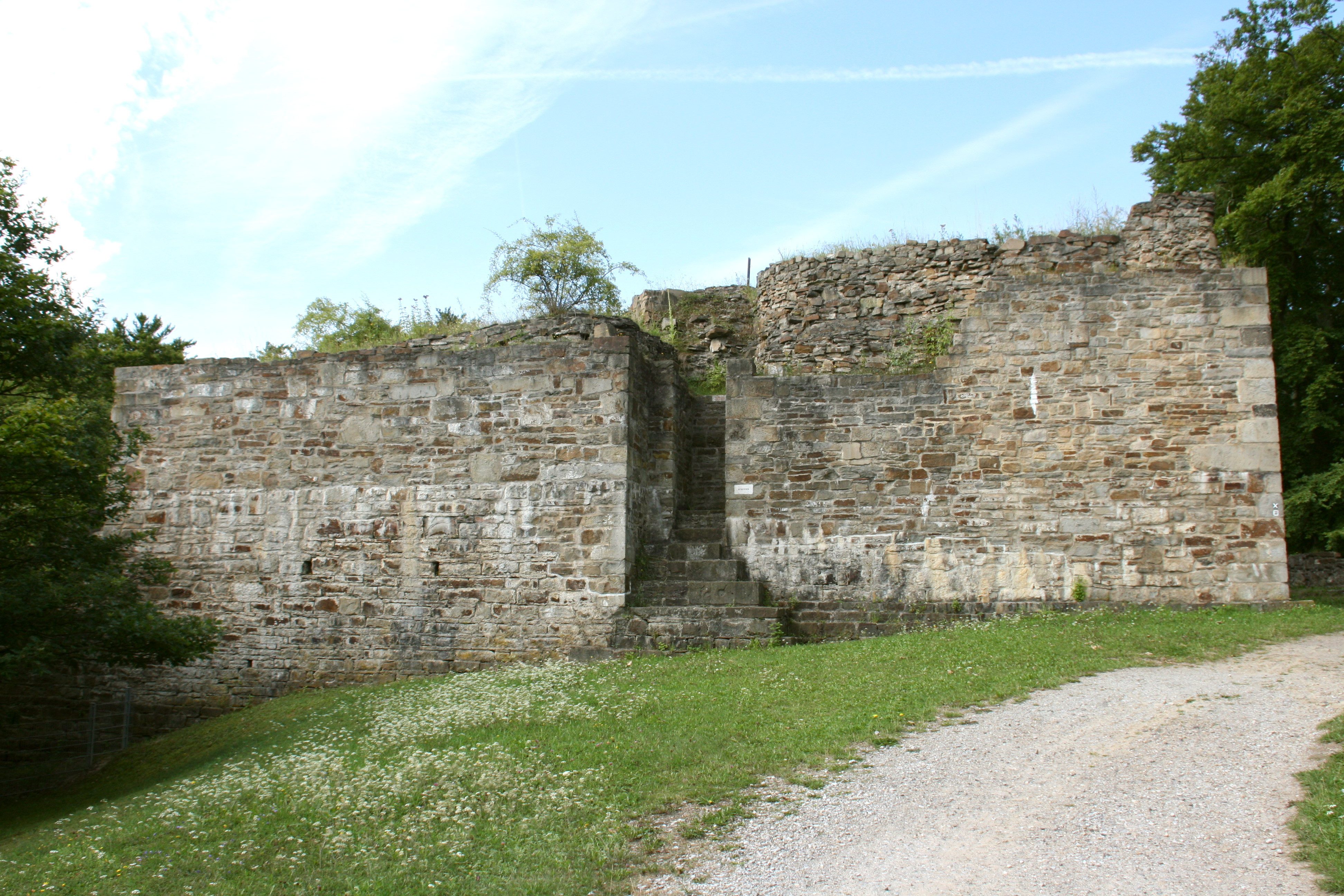
Mastio del castello

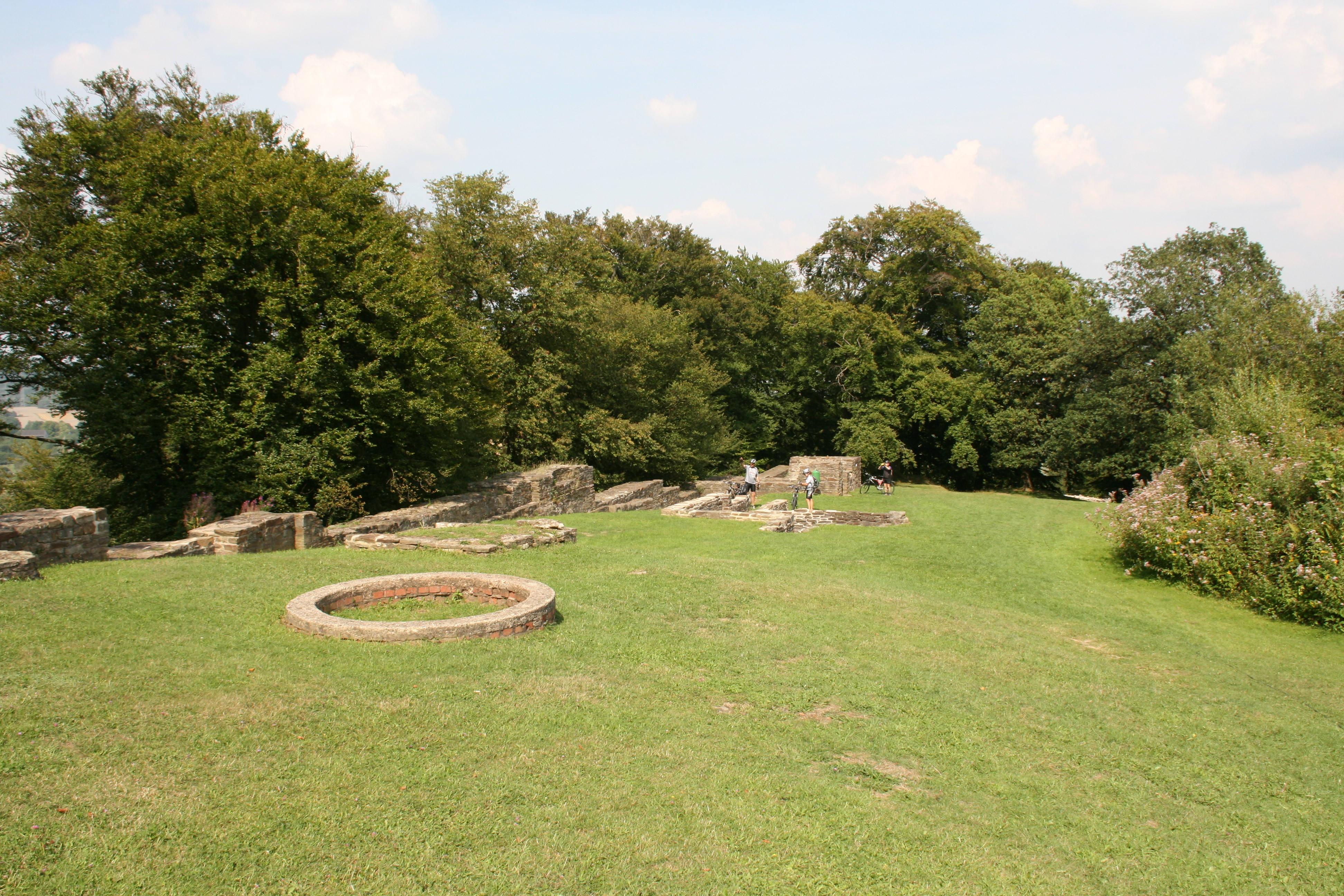
Vista inferiore del castello

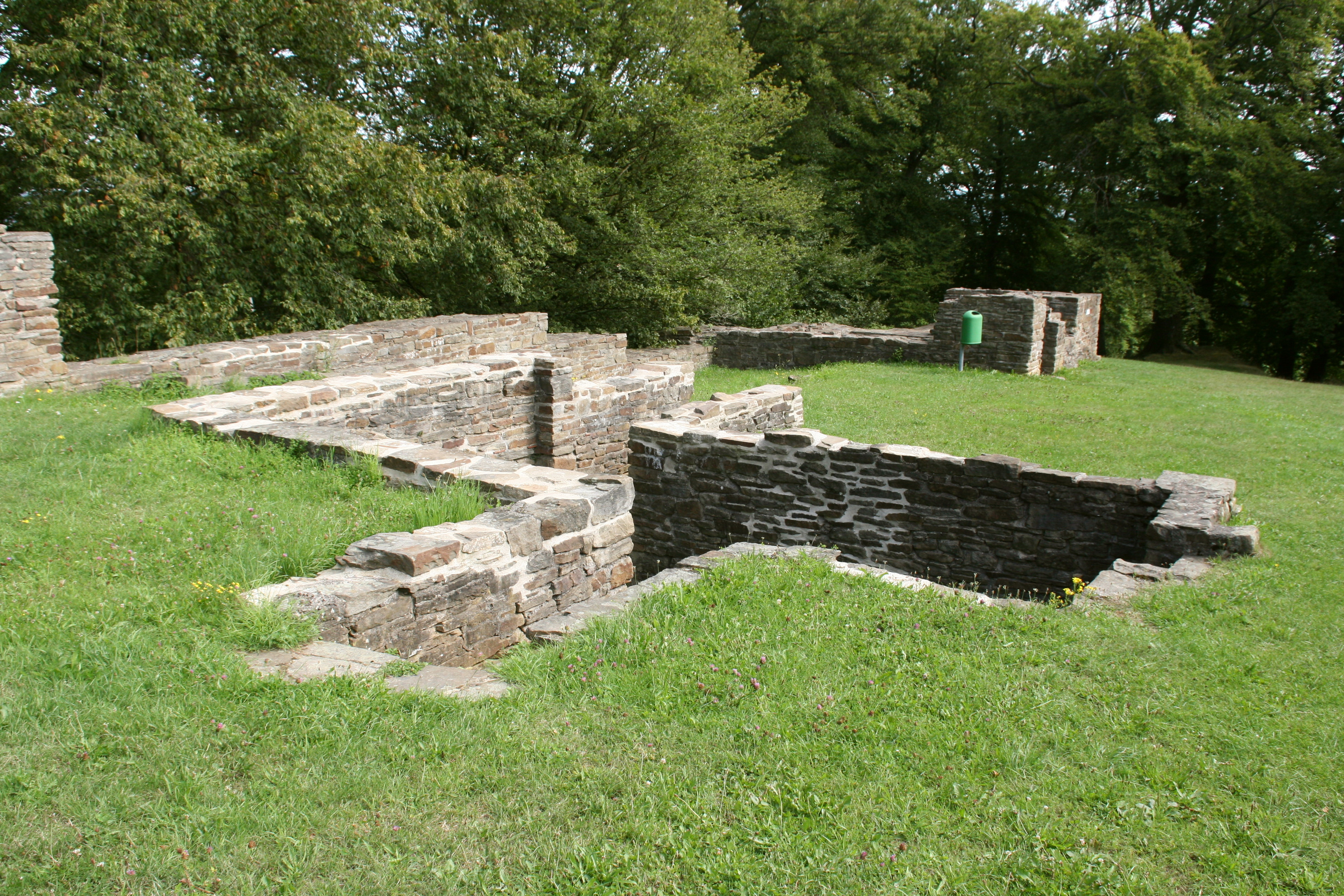
Scavi delle fondamenta

Isenburg, chiamato in alcuni vecchi documenti Burg Isenberg, è un castello nella città di Hattingen in Germania. È stato costruito da Arnold von Altena alla fine del XII secolo ed è situato a sud della città. Distrutto nel 1225, le sue rovine sono ora conservate su un ripido sperone roccioso nella regione Hattinger Ruhrschleife. Il suo nome si riferisce al ferro (Eisen), che è contenuto nella cava sottostante. Il castello è stato anche il centro amministrativo della contea di Isenberg.

## Storia
È stato costruito negli anni 1193-1199. In un documento del 1200, il castello è stato chiamato per la prima volta Castrum Ysenberg. I castelli Novus Pons e Isenburg sono stati poi assediati dalle truppe di vassalli del nuovo arcivescovo di Colonia, Heinrich von Molenark, che in parte li rase al suolo con il metodo Aufschlitz-il-fuoco. Il 14 novembre 1226, un anno dopo il fatto, il conte Federico di Isenberg fu pubblicamente giustiziato per l'uccisione dello zio di secondo grado, ex Arcivescovo di Colonia.
Al fine di evitare la ricostruzione di Isenburg, abbandonarono il castello nelle mani di Adolf I. Negli anni 1227-1230 venne costruito il castello Blankenstein che si dice sia stato costruito con le pietre del castello di Isenburg. Oggi si è dimostrato che il materiale del castello Blankenstein non è di Isenburg.
Graf Dietrich I Isenberg, figlio di Federico, realizzò nel 1241 il nuovo Isenburg di Essen, per rappresentare la sua presunta pretesa ereditaria agli arcivescovi dell'Abbazia contro l'arcidiocesi di Colonia. Tuttavia, la sua richiesta non ha avuto successo e Dietrich ha assunto la proprietà della piccola contea di Limburg.
Nel 1858 è stato Max Josef Custodis a restaurare il castello e a costruire la casa che tuttora porta il suo nome (Landhaus Custodis) e che serviva agli artisti e costruttori come residenza estiva. Sul lato est una cava è stata sfruttata fino al XX secolo, quando una frana distrusse una parte del muro del castello.

## Descrizione
Pur non essendo di quell'epoca, il castello Isenburg presenta una pianta romanica. È diviso in castello superiore ed inferiore, che sono entrambi lunghi circa 120 metri e si estendono oltre la collina.
All'interno delle ampie mura del castello quindi iniziò una fiorente attività di fusione e lavorazione del ferro. Nel castello inferiore ci sono le rovine di una torre residenziale, una Pochhauses (casa di legno) e una fucina. Il cancello principale è integrato nel palazzo del castello superiore. Da lì si andava, attraverso una porta, all'antico giardino del castello, ma oggi non conduce da nessuna parte perché quest'ala del castello è scivolata sulla montagna ripida. La sala principale era situata vicino all'abitazione della famiglia Graf e la cappella.
Le rovine del mastio sono situate nella parte a sud del  castello. La torre è stata particolarmente protetta da un muro di cinta e da un fossato, perché la vicinanza ad un ampio altopiano la rendeva esposta ad invasioni. Con una larghezza di circa 20 metri, è stata una delle più grandi torri del suo genere.
L'intonaco sul muro a nord del castello mostra che era stato originariamente intonacato di bianco.